# El Campanario, Querétaro Arteaga
El Campanario är en ort i Mexiko.   Den ligger i kommunen El Marqués och delstaten Querétaro Arteaga, i den centrala delen av landet, 180 km nordväst om huvudstaden Mexico City. El Campanario ligger 1 978 meter över havet och antalet invånare är 474.
Terrängen runt El Campanario är kuperad västerut, men österut är den platt. Runt El Campanario är det ganska tätbefolkat, med 149 invånare per kvadratkilometer. Närmaste större samhälle är Santiago de Querétaro, 6,5 km sydväst om El Campanario. Omgivningarna runt El Campanario är en mosaik av jordbruksmark och naturlig växtlighet.